# Pocheon
Pocheon (kor. 포천시) – miasto w Korei Południowej w prowincji Gyeonggi. W 2004 liczyło 158 487 mieszkańców.